# Drahovce
Drahovce este o comună slovacă, aflată în districtul Piešťany din regiunea Trnava. Localitatea se află la altitudinea de 153 m deasupra n.m., se întinde pe o suprafață de 32,97 km2 și în 2017 număra 2.558 de locuitori.

## Istoric
Localitatea Drahovce este atestată documentar din 1309.

## Demografie
| An:                | 1994 | 2004   | 2014   | 2024   |
| ------------------ | ---- | ------ | ------ | ------ |
| Număr de persoane: | 2478 | 2564   | 2561   | 2592   |
| Diferență:         |      | +3,47% | −0,11% | +1,21% |

| An:                | 2023 | 2024   |
| ------------------ | ---- | ------ |
| Număr de persoane: | 2610 | 2592   |
| Diferență:         |      | −0,68% |